# L’Évasion de la goélette
L’Évasion de la goélette (titre original The Lost Poacher) est une nouvelle américaine de Jack London publiée aux États-Unis en 1901.

## Historique
La nouvelle est publiée initialement dans le périodique The Youth’s Companion (en) le 14 mars 1901, avant d'être reprise plus tard dans le recueil Courage hollandais en septembre 1922.

## Éditions

### Éditions en anglais
- The Lost Poacher, dans le périodique The Youth’s Companion (en), 14 mars 1901.
- The Lost Poacher, dans le recueil Dutch Courage and Other Stories, New York ,McClure, Phillips & Co., 1922

### Traductions en français
- L’Évasion de la goélette, traduit par Louis Postif , in Gringoire, Paris, mars 1939.
- L’Évasion de la goélette, traduit par François Specq, Gallimard, 2016[1].

## Sources
- « Bibliographie de Jack London », sur jack-london.fr (consulté le 4 mars 2024)